# 남전주 나들목
남전주 나들목(S.Jeonju IC)은 전북특별자치도 전주시 완산구 원당동에 설치될 예정인 새만금포항고속도로의 교차로이다. 2025년 12월에 개통될 예정이다.

## 역사
- 2018년 10월 1일 : 나들목 신설을 위해 전주시 도시계획시설 교통광장에 완산구 원당동 일원을 남전주 나들목으로 고시[1]

## 구조물 정보
- 위치 : 전북특별자치도 전주시 완산구 원당동

## 접속하는 도로
- 모악로
- 간접 연결 : 국도 제21호선, 국도 제27호선 (호남로, 원당 교차로 및 구이 교차로 이용)